# Fengkai
Fengkai (chinesisch 封开县, Pinyin Fēngkāi xiàn) ist ein Kreis in der südchinesischen Provinz Guangdong. Er liegt am Sui-Fluss (绥江) im Nordwesten Guangdongs, an der Grenze mit der Nachbarprovinz Guangxi, und gehört zum Verwaltungsgebiet der bezirksfreien Stadt Zhaoqing.

## Geographie
Die Oberflächengestalt des Kreises Fengkai ist generell bergig. Der Sui-Fluss durchfließt den Südzipfel des Kreises. Neben dem Sui-Fluss ist noch der He-Fluss (贺江) bedeutend, welcher aus Guangxi kommend in Fengkai noch einige Nebenflüsse aufnimmt und letztlich in den Sui-Fluss mündet. Das Klima ist subtropisch; die durchschnittliche Januartemperatur liegt bei 11 °C, die durchschnittliche Julitemperatur bei etwa 28,5 °C. Die jährliche Niederschlagsmenge liegt bei etwa 1450 mm.

## Wirtschaft
Mit einem BIP pro Kopf von knapp 7.500 RMB im Jahr 2002 liegt Fengkai bezüglich des Einkommens weit unter dem Provinzdurchschnitt von Guangdong.
Wirtschaftliche Bedeutung hat der Abbau von Gold, Wolfram, Titan, Eisen, Zinn, Mangan, Bismut, Molybdän, Granit, Marmor, Graphit, Edelsteinen, Glimmer und etwa 20 weiteren Mineralien. Die Wälder Fengkais sind sehr wildreich und es werden Edelhölzer, Bambus, sowie Pflanzen für die traditionelle chinesische Medizin gewonnen.
In der Landwirtschaft werden neben Reis auch Zuckerrohr, Erdnüsse, Puffbohnen, Mais, Tabak, Cassava, Maulbeeren und Früchte angebaut.
Die Industrie beruht vor allem auf der Verarbeitung von Holz, Naturharz, Bambus und Metallen, es werden Nahrungsmittel, Maschinen für die Holzverarbeitung, chemische Produkte, Papier und Textilien hergestellt.

## Verwaltung
Der Kreis Fengkai gehört zur Stadt Zhaoqing. Benachbart sind der Kreis Cangwu und der Stadtbezirk Wanxiu (beide Teil der bezirksfreien Stadt Wuzhou) und der Stadtbezirk Babu der bezirksfreien Stadt Hezhou im Westen und Nordwesten (alle drei bereits im Autonomen Gebiet Guangxi der Zhuang), der Kreis Huaiji im Osten, sowie die Kreise Deqing und Yun’an im Süden. Der Kreis setzt sich aus 16 Großgemeinden zusammen:
- Großgemeinde Jiangkou (江口镇);
- Großgemeinde Nanfeng (南丰镇);
- Großgemeinde Chang’an (长安镇);
- Großgemeinde Jinzhuang (金装镇);
- Großgemeinde Baigou (白垢镇);
- Großgemeinde Liandu (莲都镇);
- Großgemeinde Yulao (渔涝镇);
- Großgemeinde Xinghua (杏花镇);
- Großgemeinde Luodong (罗董镇);
- Großgemeinde Changgang (长岗镇);
- Großgemeinde Pingfeng (平凤镇);
- Großgemeinde Dazhou (大洲镇);
- Großgemeinde Duping (都平镇);
- Großgemeinde Jiangchuan (江川镇);
- Großgemeinde Dayukou (大玉口镇);
- Großgemeinde He’erkou (河儿口镇).

## Verkehr
Wichtigste Verkehrsader ist die Nationalstraße 321, die durch den Südteil des Kreises, parallel zum Sui-Fluss, verläuft und Guangdong mit Guangxi verbindet. Ansonsten wird die Verbindung zu den benachbarten Kreisen und Städten nur über teils schlechte Landstraßen hergestellt. Es gibt keine Eisenbahnanbindung. Begrenzte Bedeutung haben die Häfen am Sui-Fluss.